# Chromis flavomaculata
Chromis flavomaculata es una especie de peces de la familia Pomacentridae en el orden de los Perciformes.

## Morfología
Los machos pueden llegar alcanzar los 16 cm de longitud total.

## Hábitat
Es un pez de mar.

## Distribución geográfica
Hay dos poblaciones aisladas: 1) sur del Japón, las Islas Ryukyu y Taiwán, 2) Mar del Coral, Nueva Caledonia y la costa este de Australia entre Sídney y el sur de la Gran Barrera de Coral. También en Tonga.